# Poljska mahala
Poljska mahala, mahala Polje, starijeg imena Turali-begova mahala, mahala u Tuzli. Po mahali se zove južna kapija utvrde, Poljska kapija, koja je vodila ka ovoj mahali.
Izvan južne kapije utvrde bio je prostor zvan Polje, prema polju, koje je ka podnožju brda Trnovca prelazilo u močvaru Kolobaru.
Mahala je nastala u drugoj polovini 16. stoljeća oko monumentalne džamije, mekteba i turbeta iz vakufa koji je osnovao Turali-beg. Mahale u Tuzli dobile su imena po vjerskim objektima jer su nastale uz njih, a u Turali-begovoj mahali je tad bila džamija (1572.). Turbe u blizini džamije je po jednoj predaji grob dobrog čovjeka (evlije) Abdurahmana efendije, a po drugoj je ovdje pokopan majstor koji je gradio Turali-begovu džamiju. Turali-begova (Poljska) mahala bila je gradska mahala u drugoj polovini 17. stoljeća i naslanjala se na Palanku.  Sredinom 19. stoljeća ima veći broj privatnih stambenih objekata.
Turali-begov vakuf oko kojeg je nikla mahala bio je najbogatiji u Tuzli i okolini. Strahovito je stradao kroz stoljeća, a osobito je bio na udaru u drugoj polovini 20. stoljeća. Turali-begova (Poljska) džamija jedini je danas očuvani objekt Turali-begovog vakufa.